# Benedetto Marcello

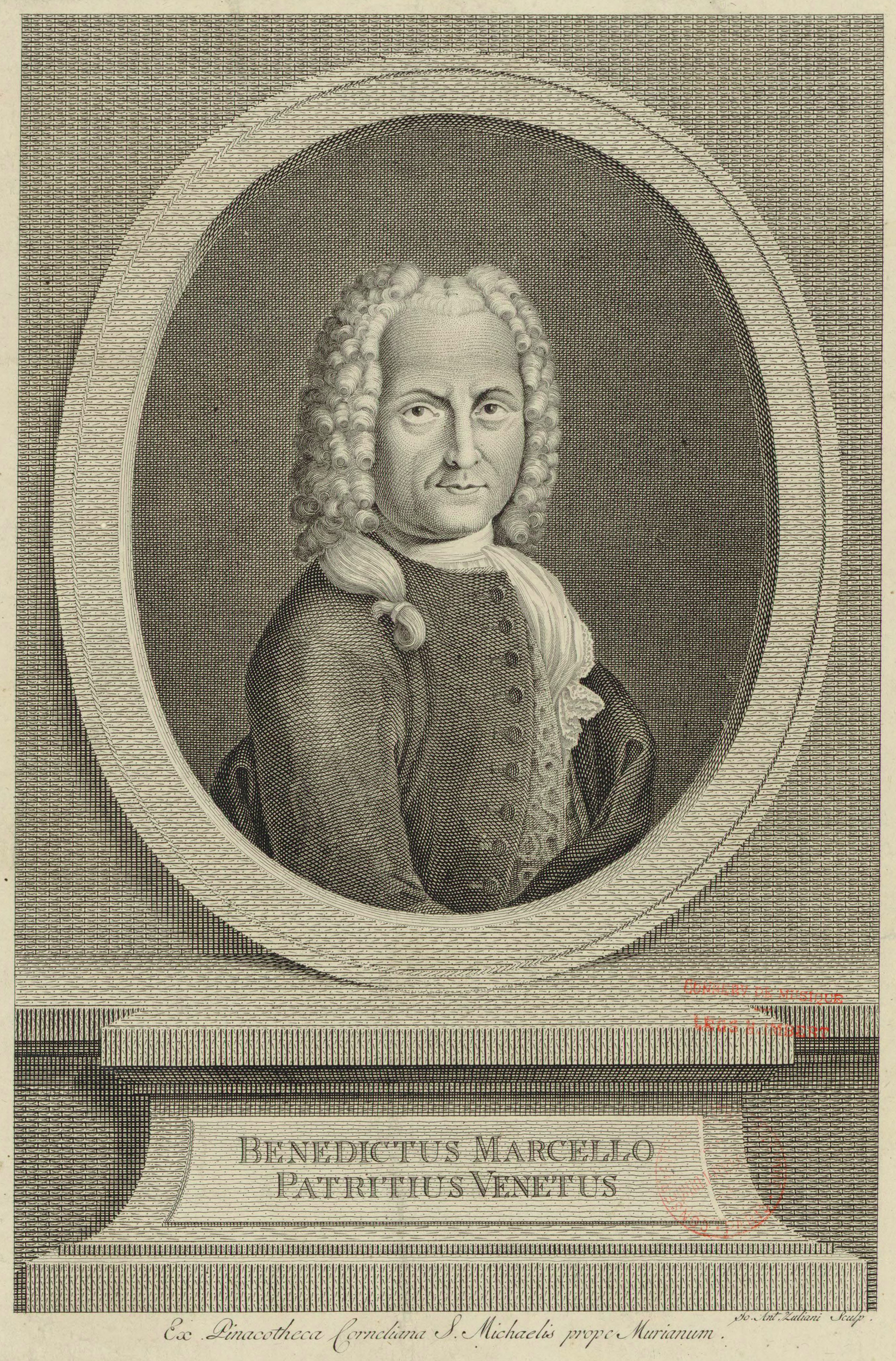
Benedetto Marcello

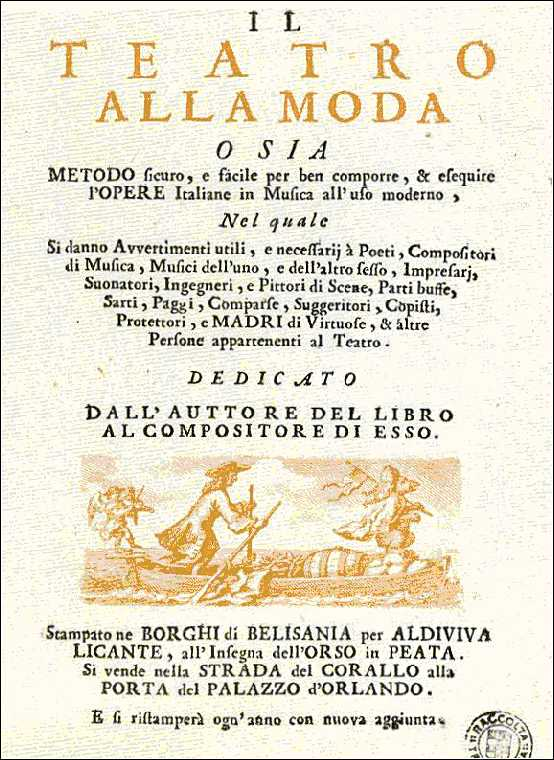
Titelpagina van Il teatro alla moda, 1720

Benedetto Giacomo Marcello (Venetië, 31 juli of 1 augustus 1686 - Brescia, 24 juli 1739) was een Italiaans jurist, diplomaat, schrijver, dichter en componist.  

## Leven
Benedetto Marcello werd geboren in een adellijke familie in Venetië. Hij was de jongere broer van de componist en filosoof Alessandro Marcello (1673-1747) en de religieuze dichter Girolamo Marcello (1672-1742). Hoewel Benedetto muziekstudent was bij Antonio Lotti en Francesco Gasparini, eiste zijn vader dat hij rechtsgeleerdheid ging studeren. Hij wist zijn werk als jurist echter te combineren met zijn muziek. In 1711 was hij lid van de Raad van Veertig in het stadsbestuur van Venetië en in 1730 ging hij naar Pula als districtsgouverneur. Volgens Benedetto zelf was zijn gezondheid geschaad door het klimaat in Istrië. Na acht jaar ging hij met pensioen en vestigde zich in Brescia, waar hij overleed aan tuberculose.
Op 20 mei 1728 was Benedetto Marcello in het geheim getrouwd met de zangeres en componiste Rosanna Scalfi, die bij hem gestudeerd had. Een edelman mocht echter niet met een burgermeisje trouwen en na Marcello's dood werd het huwelijk nietig verklaard. Rosanna liep daardoor de erfenis mis. Om toch bij het geld te kunnen komen diende ze in 1742 een klacht in tegen Benedetto's broer Alessandro. Haar claim werd echter afgewezen.

## Werken
Zijn grootste bekendheid geniet hij door zijn werk Estro poetico-armonico, een verzameling meerstemmige psalmzettingen met strijkinstrumenten en basso continuo. Ook zijn concert voor hobo in c-mineur is bekend geworden. Op teksten van de dichter Antonio Conti schreef hij een reeks lange dramatische cantates: Il Timoteo, Cantone, Lucrezia, Andromaca, Arianna abandonnata en Cassandra.
Een voorbeeld van zijn barokbewerkingen is Christus Resurrexit uit de Paasliturgie voor sopraan, alt, tenor en bas.
Marcello schreef over het muzikale drama in zijn tijd het satirische pamflet Il teatro alla moda, dat anoniem werd gepubliceerd in Venetië in 1720. Dit werkje is nog regelmatig herdrukt. Het is niet alleen amusant, maar ook waardevol als bijdrage aan de geschiedschrijving van de opera. 

## Bijzonderheden
- Johann Sebastian Bach heeft van een vioolconcert in c-mineur van Benedetto Marcello een transcriptie voor klavier (BWV 981) gemaakt.
- Joachim Raff componeerde in 1877-78 de opera Benedetto Marcello, gebaseerd op het levensverhaal van Benedetto Marcello en Rosanna Scalfi.
- In Nederland bestond in de tweede helft van de twintigste eeuw het Kamerorkest Benedetto Marcello, dat zich toelegde op het spelen van Italiaanse barokmuziek.
- Het conservatorium in Venetië is naar hem het Conservatorio di Musica Benedetto Marcello di Venezia genoemd.